# Ольсен Дюр, Пиа
Пиа Ольсен Дюр (дат. Pia Olsen Dyhr, род. 30 ноября 1971, Валленсбек, Дания) — датский государственный и политический деятель. Лидер Социалистической народной партии с 13 февраля 2014 года. Депутат фолькетинга с 13 ноября 2007 года. В прошлом — министр торговли и инвестиций (2011—2013) и министр транспорта в кабинете Хелле Торнинг-Шмитт.

## Биография
Родилась 30 ноября 1971 года в Валленсбеке в неблагополучной семье. Имеет младшего брата. Выросла в социальном жилье, мать — уборщица, отец — алкоголик, досрочно вышедший на пенсию.
В 1992—2010 гг. училась в Копенгагенском университете (отпуск в 2000—2010 гг.), получила степень магистра политических наук.
В 1996—1998 гг. возглавляла молодёжное отделение Социалистической народной партии. В 1998 году участвовала в Генеральной Ассамблее ООН от Датского молодёжного совета.
В 2000—2003 гг. работала сотрудником по экологической политике, а в 2003—2006 гг. — международным координатором Датского общества охраны природы, в 2006—2007 гг. — политическим консультантом в датском отделении гуманитарной организации CARE International.
Была кандидатом от Социалистической народной партии на выборах 1998 и 2001 года в избирательном округе Нюборг, в 2005 году в избирательном округе Фреденсборг. С 28 ноября по 15 декабря 2006 года была временным депутатом фолькетинга от избирательного округа Фредериксборг. На парламентских выборах 2007 года набрала 3307 голосов в избирательном округе Хиллерёд и избрана депутатом фолькетинга. На парламентских выборах 2015 года набрала 9575 голосов в избирательном округе Копенгаген.
Получила портфель министра торговли и инвестиций в коалиционном правительстве Хелле Торнинг-Шмитт, сформированном по результатам парламентских выборов 2011 года. После перестановки 9 августа 2013 года стала министром транспорта. После принятия решения о продаже 19% акций энергетической компании Dong Energy группе New Energy Investment S.a.r.l., подразделению американского инвестиционного банка Goldman Sachs, 30 января 2014 года Социалистическая народная партия отозвала шесть своих министров из правительства, а лидер партии Аннетте Вильхельмсен подала в отставку. 3 февраля Пиа Ольсен Дюр официально покинула правительство.
13 февраля 2014 года Пиа Ольсен Дюр на безальтернативных выборах избрана лидером Социалистической народной партии.
Замужем за политиком Виллю Дюром (Villy Dyhr), имеет трёх дочерей.